# 塞莱加斯
塞莱加斯（義大利語：Selegas），是意大利撒丁大区南撒丁省的一个市镇。总面积20.51平方公里，人口1445人，人口密度70.5人/平方公里（2009年）。ISTAT代码为092069。